# Henry Cole

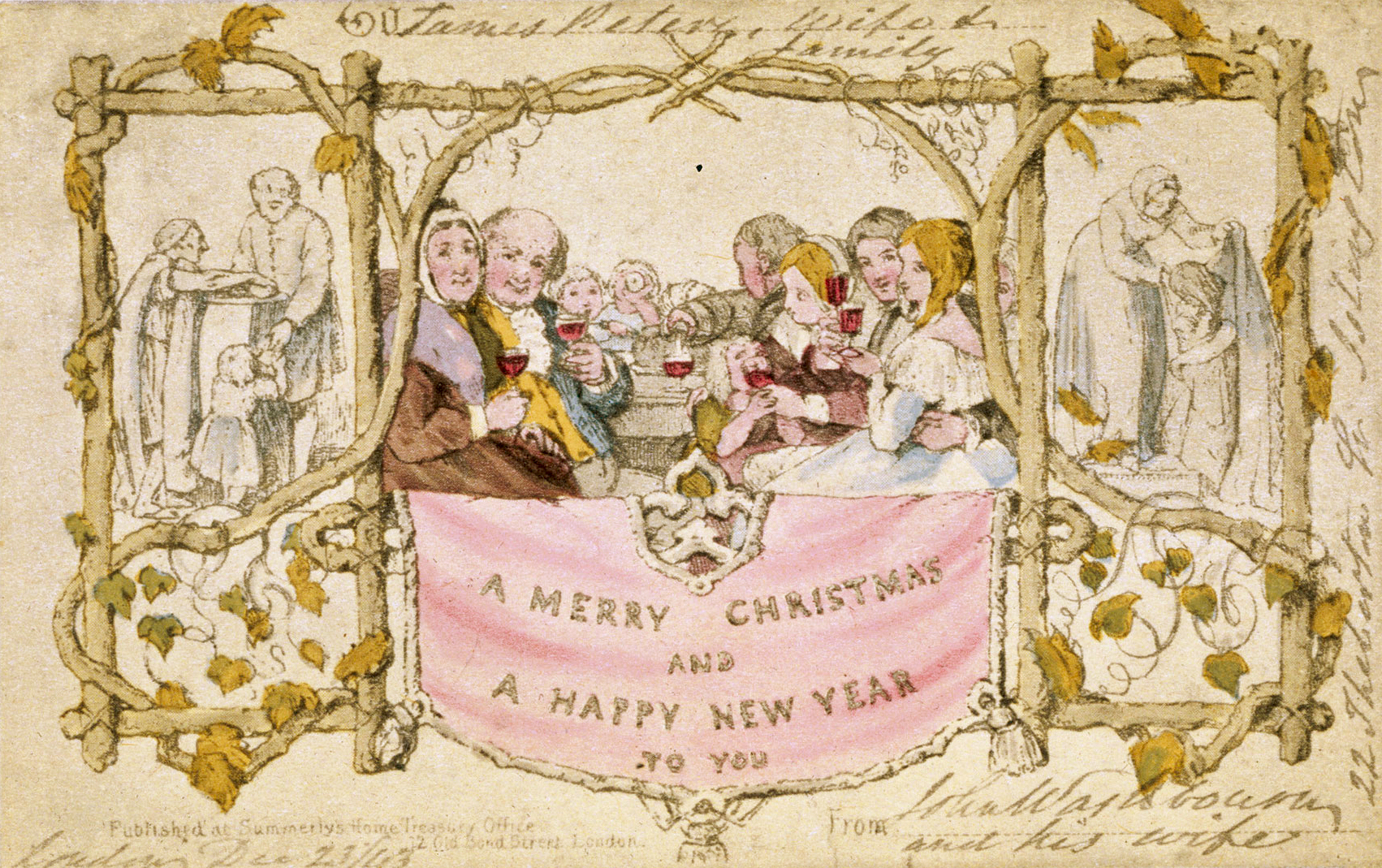
Pierwsza świąteczna karta pocztowa

Henry Cole (ur. 15 lipca 1808 w Bath, zm. 18 kwietnia 1882 w Londynie) – brytyjski artysta, twórca bożonarodzeniowych kartek świątecznych.

## Życiorys
Henry Cole urodził się 15 lipca 1808 roku w Bath, jego rodzicami byli kpt. Henry Robert Cole i Laetitia Dormer. W 1823 roku Cole rzucił szkołę i podjął pracę u Francisa Palgrave'a, uczył się także malować akwarelą u Davida Coxa i wystawiał rysunki w Royal Academy w Londynie. Wraz z ojcem mieszkał w domu Thomasa Love Peacocka, z którym się zaprzyjaźnił. Rysował dla niego i pomagał w pisaniu recenzji występów.
W 1838 roku Cole został sekretarzem komitetu opracowującego reformę poczty i został redaktorem zaproponowanego przez siebie czasopisma Post Circular, które ukazywało się od 14 marca 1838 roku. W 1841 roku zaczął wydawać Felix Summerly's Home Treasury, serię ilustrowanych opowiadań dla dzieci. Cztery lata później wygrał nagrodę Royal Society of Arts za projekt serwisu do herbaty, który produkowano następnie od 1847 roku. W 1846 roku został zaś członkiem tego towarzystwa, a w latach 1851−1852 kierował jego pracami.
Cole zapoczątkował też w 1843 roku zwyczaj wysyłania w okresie przedświątecznym Bożego Narodzenia kartek pocztowych. Wiosną zamówił on u malarza Johna Callcotta Horsleya odpowiedni rysunek. Horsley stworzył obrazek z trzypokoleniową rodziną wznoszącą toast na cześć adresata. Cole poprosił o dodanie elementów związanych z działaniami charytatywnymi, w efekcie po bokach głównego obrazku Horsley dodał rysunki przedstawiające karmienie głodnych i przekazywanie odzienia ubogim. Cole wysłał łącznie kilkadziesiąt egzemplarzy, które spotkały się z dobrym przyjęciem, dlatego trzy lata później przekonał władze poczty do emisji ponad 2.000 kart tego samego projektu, a wszystkie sprzedały się bardzo szybko.
Cole był założycielem i pierwszym dyrektorem oraz sekretarzem South Kensington Museum, z którego wydzielono później Muzeum Wiktorii i Alberta. Miał decydujący wpływ na funkcjonowanie muzeum od jego powstania po Wielkiej Wystawie z 1851 roku aż do przejścia na emeryturę w 1873 roku.
W 1858 roku zaproponował budowę na potrzeby wystawy z 1862 roku wielkiej hali. Z powodu problemów finansowych projekt porzucono, ale powrócono do niego jako części pomnika ku czci księcia-małżonka Alberta. Na potrzeby budowy zorganizowano zbiórkę, w 1867 roku rozpoczęto budowę, a ukończoną budowlę otwarto uroczyście 29 marca 1871 roku jako Royal Albert Hall. Cole był zaangażowany także w uruchomieniu 17 maja 1876 roku szkoły muzycznej, która stała się w późniejszym okresie Royal College of Music.
W latach 1873−1876 pomógł zorganizować szkołę gastronomiczną. Od 1876 do 1879 roku mieszkał w Birmingham i Manchesterze, po czym powrócił do Londynu, gdzie zmarł 18 kwietnia 1882 roku.
Od 28 grudnia 1833 roku żonaty z Marian Fairman, miał z nią trzech synów i pięć córek. Jedna z jego wnuczek, Audrey Fowke, poślubiła w 1897 r. w Londynie znanego fotografa polskiego pochodzenia, Stanisława Ostroroga h. Nałęcz (1863-1929), p.s. Walery.